# Kathedrale St. Michael und St. Gudula

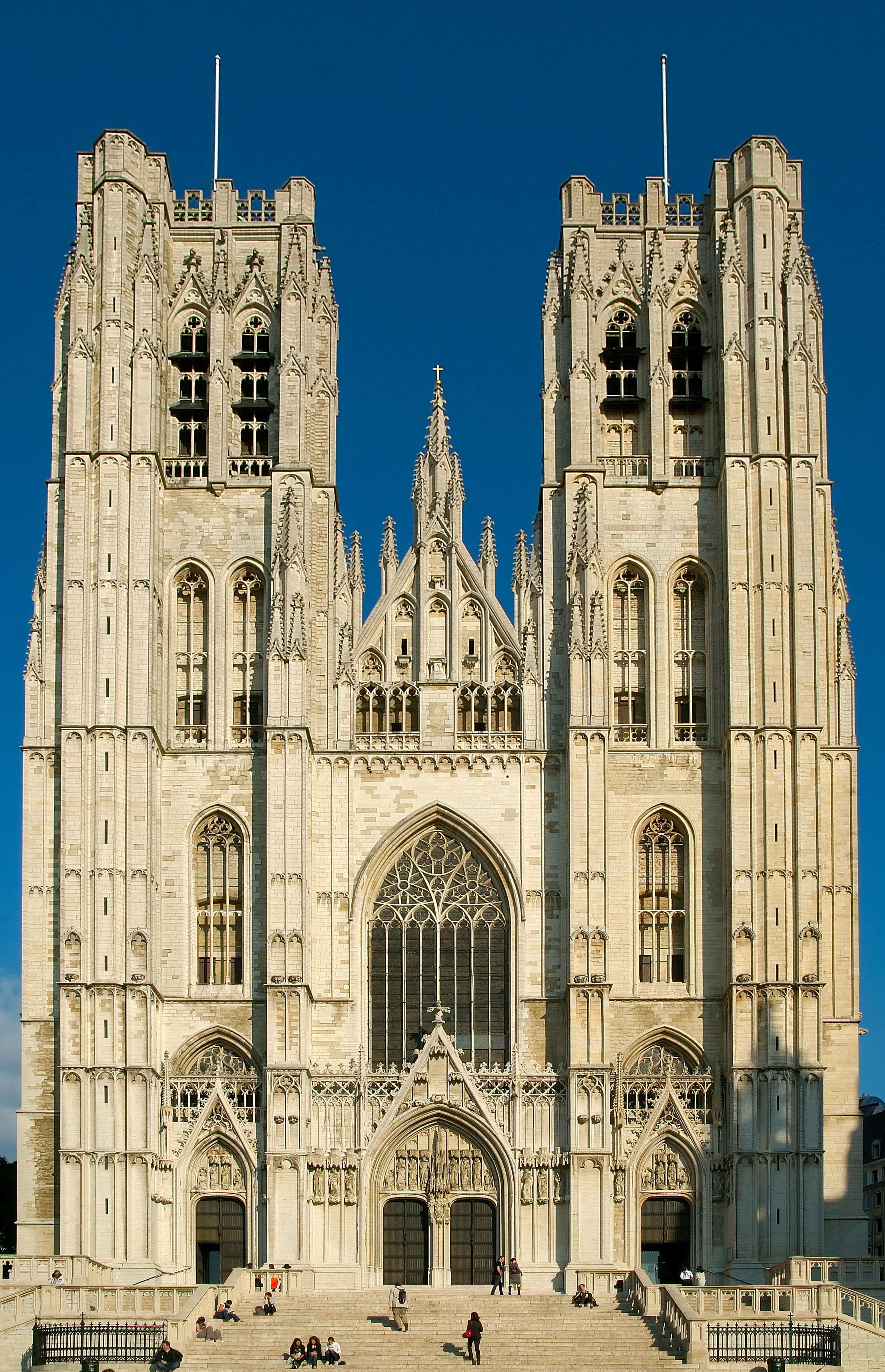
St. Michael und St. Gudula

Die Kathedrale St. Michael und St. Gudula (frz. Cathédrale St. Michel et Gudule; ndl. Sint-Michiels en Sint-Goedelekathedraal), häufig verkürzt zu St. Gudule, ist die Hauptkirche der Stadt Brüssel und Sitz des Erzbischofs von Mecheln-Brüssel.

## Geschichte
An der Stelle der heutigen Kathedrale auf dem Treurenberg befand sich bereits in karolingischer Zeit (8. Jahrhundert) eine dem Patronat  des Erzengels Michael anvertraute Taufkirche. Mit Überführung der Gebeine der heiligen Gudula hierher im Jahre 1047 wurde das Patrozinium entsprechend erweitert. Der heutige Bau wurde 1226 begonnen und Ende des 15. Jahrhunderts mit Fertigstellung der 69 Meter hohen Türme vollendet.
Während der Französischen Revolution erfolgten Plünderungen und Zerstörungen, auch bei anderen Geschichtsereignissen blieben Diebstähle nicht aus.
Am 16. Dezember 1960 fand in dieser Kirche die Hochzeit von König Baudouin und Königin Fabiola statt. Dem König wurde zu dieser Gelegenheit im Park vor der Kirche ein Denkmal aufgestellt.
Mit der Erhebung zur Konkathedrale 1962 erhielt die Kirche offiziell den Titel einer Kathedrale. Als Nationalkirche des Königreichs Belgien finden in St. Gudula häufig königliche Hochzeiten, Staatsbegräbnisse und ähnliche Zeremonien statt.
Am 12. April 2003 feierte die Brüsseler Gemeinde hier die kirchliche Trauung von Prinz Laurent von Belgien mit Claire Coombs.

## Architektur und Ausstattung

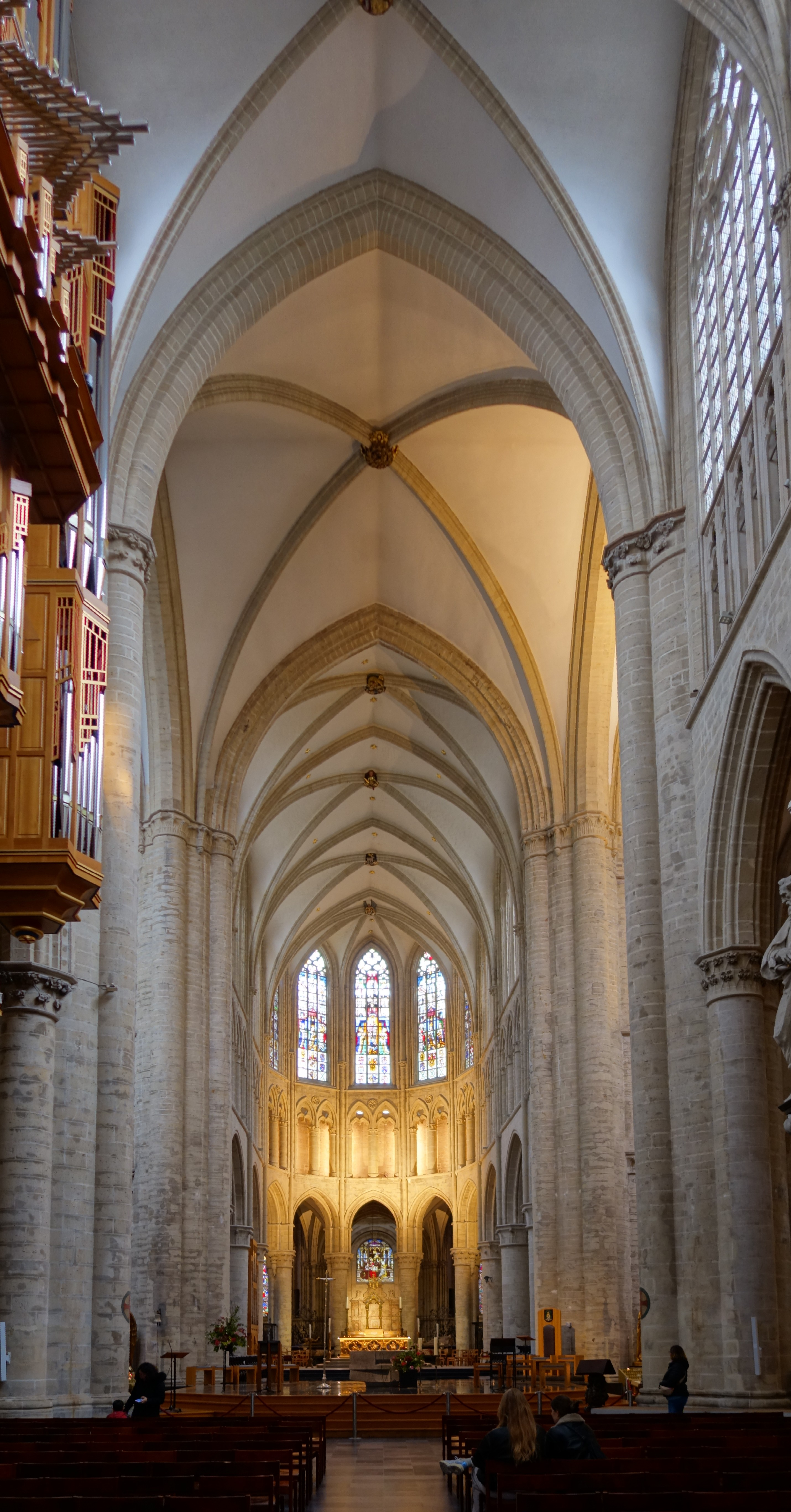
Hauptschiff in Richtung des Chores.

St. Gudula ist im Stil der Gotik erbaut. Ähnlich wie an viele französischen und englischen Kathedralen haben die Türme keine Spitzen. Wuchtige Treppentürme an ihren seitlichen Ecken geben der Westfassade einen Rahmen.
Eine breite Freitreppe führt zu den drei Westportalen. Diese sind jeweils mit Wimpergen geschmückt und haben spitze Überfangbögen, aber die Türen, im Mittelportal zwei, in den Turmportalen je eine, schließen in Korbbögen. Über dem Portal befindet sich ein großes Spitzbogenfenster mit spätgotischem Maßwerk. Auch das Schleierwerk vor mehreren Nischen der Westfassade ist spätgotisch.
Die gesamte Innenarchitektur ist von drei unterschiedlichen Baustilen geprägt.
Die teilweise bis ins 16. Jahrhundert zurückgehenden 1200 Glasgemälde der 16 Chorfenster bewirken ein helles, lichtdurchflutetes Inneres. Viele von ihnen stellen Persönlichkeiten aus der Geschichte Flanderns dar. 1910 schufen die Frankfurter Glasmaler Rudolf und Otto Linnemann Fenster für die Kirche.
An den Säulen des Hauptschiffs befinden sich zwölf überlebensgroße Apostelfiguren von Luc Fay d’Herbe und Jérôme Duquesnoy aus dem 17. Jahrhundert.
Der Altar besteht aus weißem und schwarzem Marmor und wurde im Jahr 1660 im Chor platziert. Zusätzlich verfügt die Kathedrale über einen Hochaltar, der im Jahr 1888 gebaut wurde. Auffällig ist seine Ausstattung mit vergoldetem Kupfer. In der Nähe des Hochaltares befindet sich das Grabdenkmal des Herzogs Johann II. von Brabant.

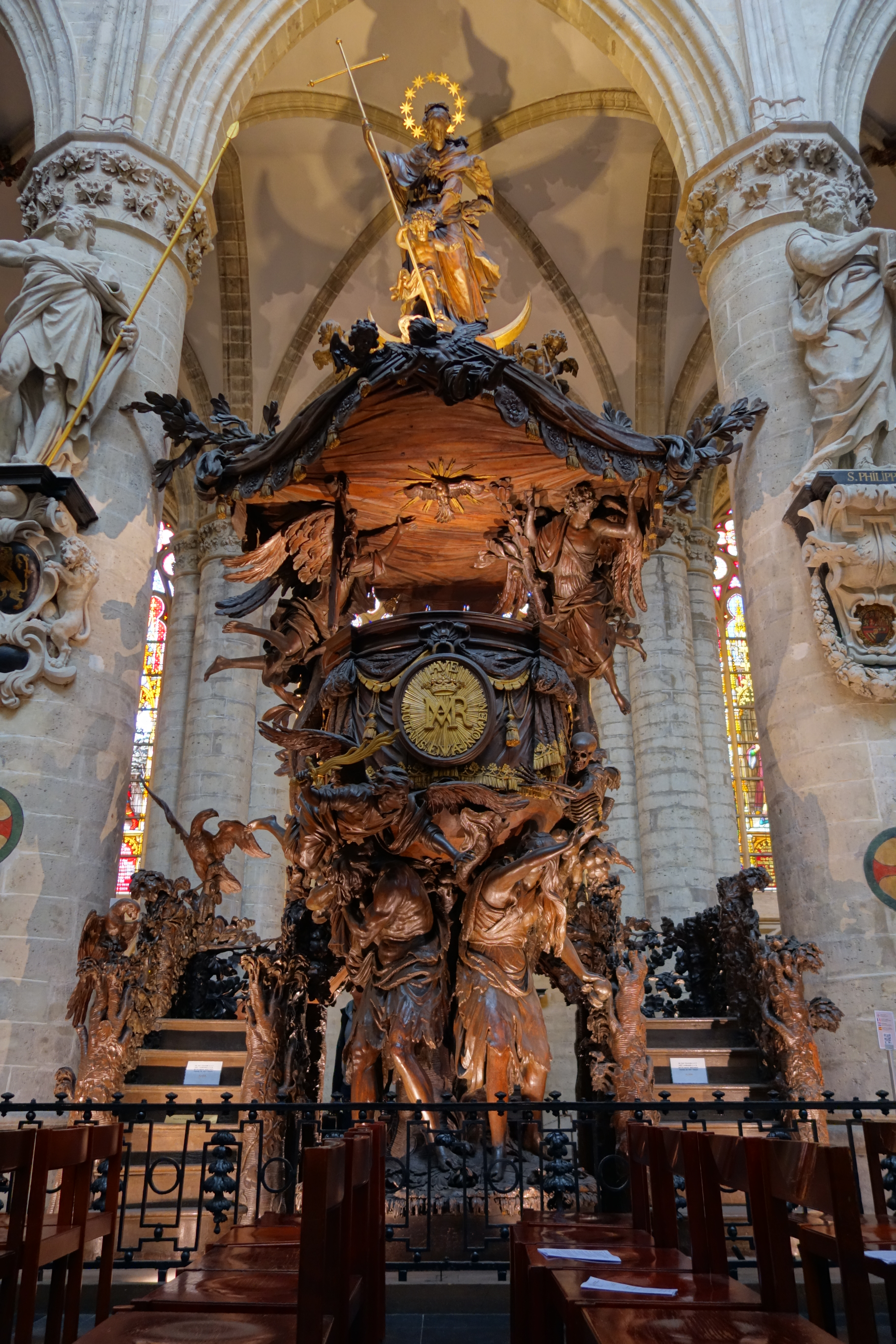
Barocke Kanzel

Die von Henri-Francois Verbruggen 1669 geschnitzte Barock-Kanzel zeigt lebensgroß vollplastisch die Vertreibung Adam und Evas aus dem Paradies.
Die Sakramentskapelle Chapelle du Saint-Sacrament und ihre Ausstattung ist im Zusammenhang mit dem Brüsseler Sakramentswunder von 1370 zu sehen, bei dem eine geschändete Hostie unvermittelt zu bluten begonnen haben soll.

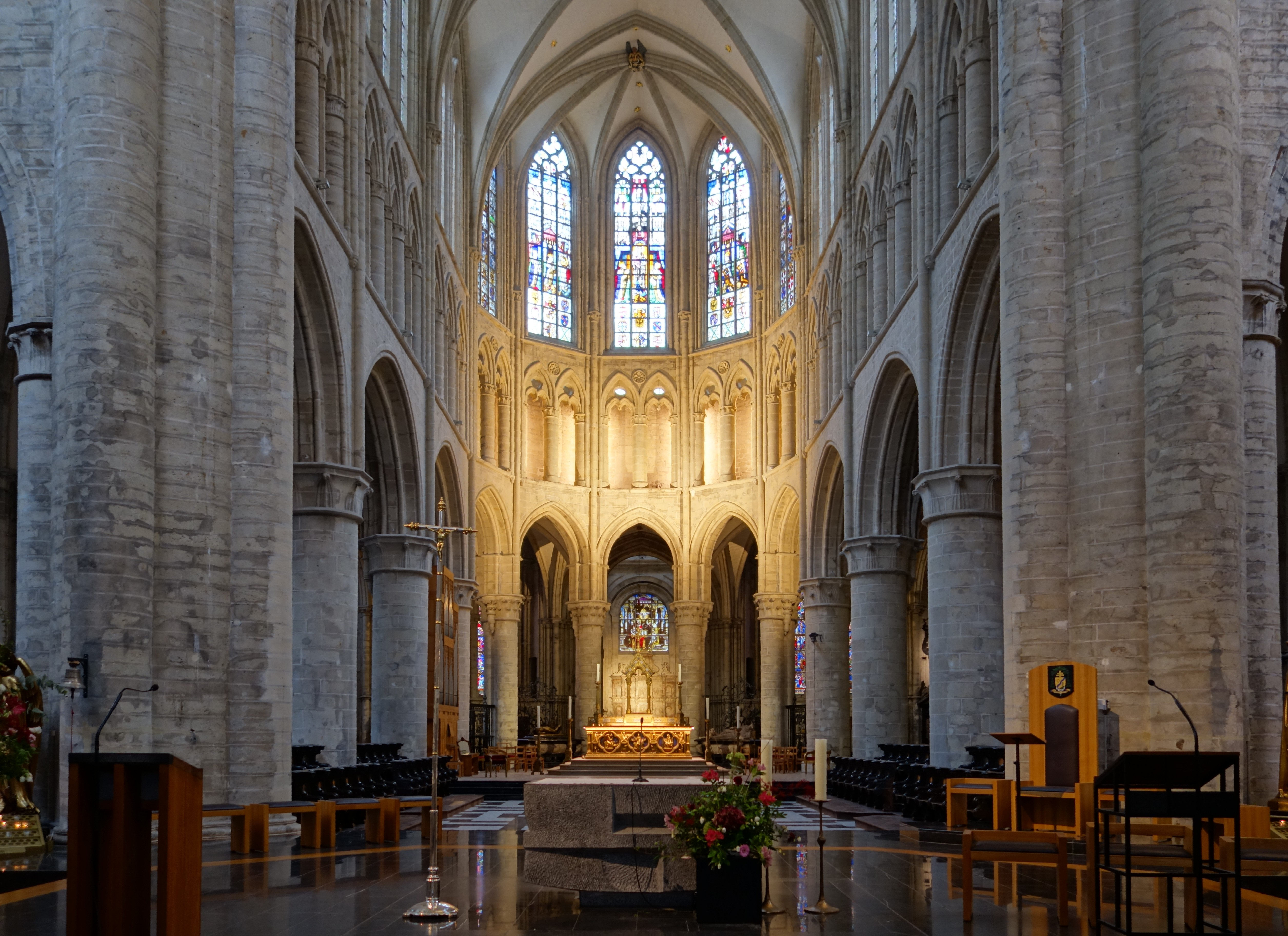
Chor und Altäre
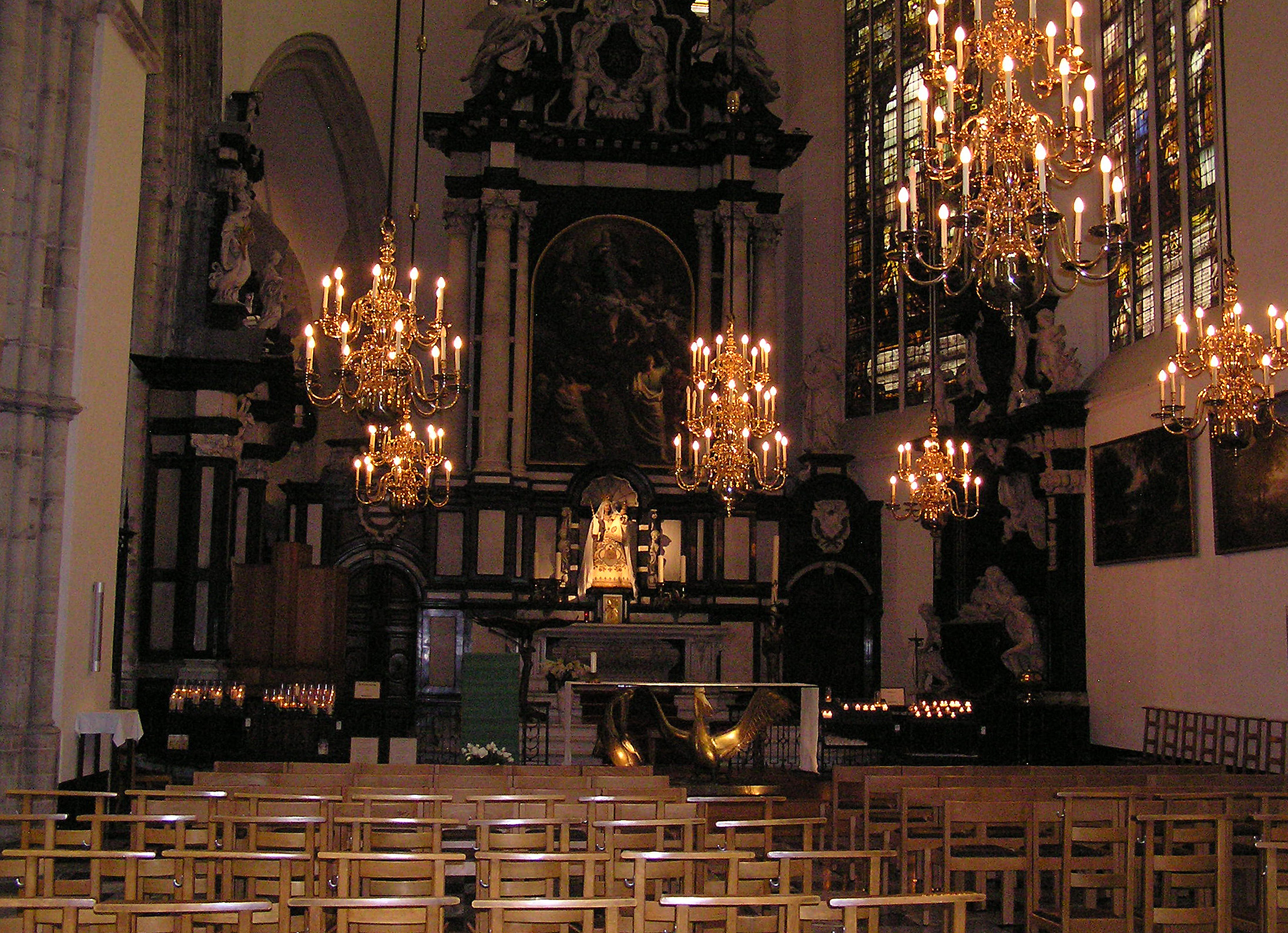
Kapelle
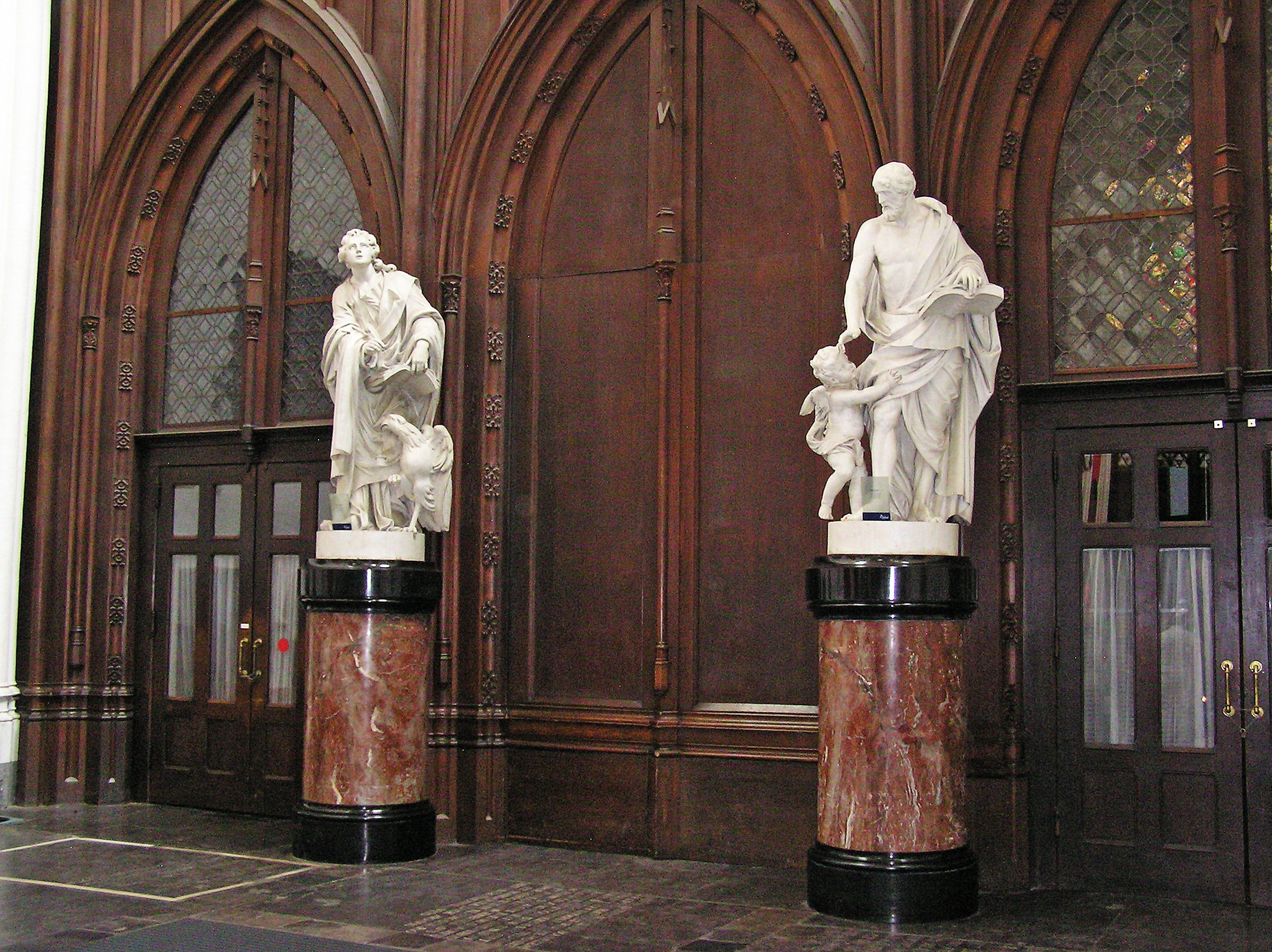
Statuen
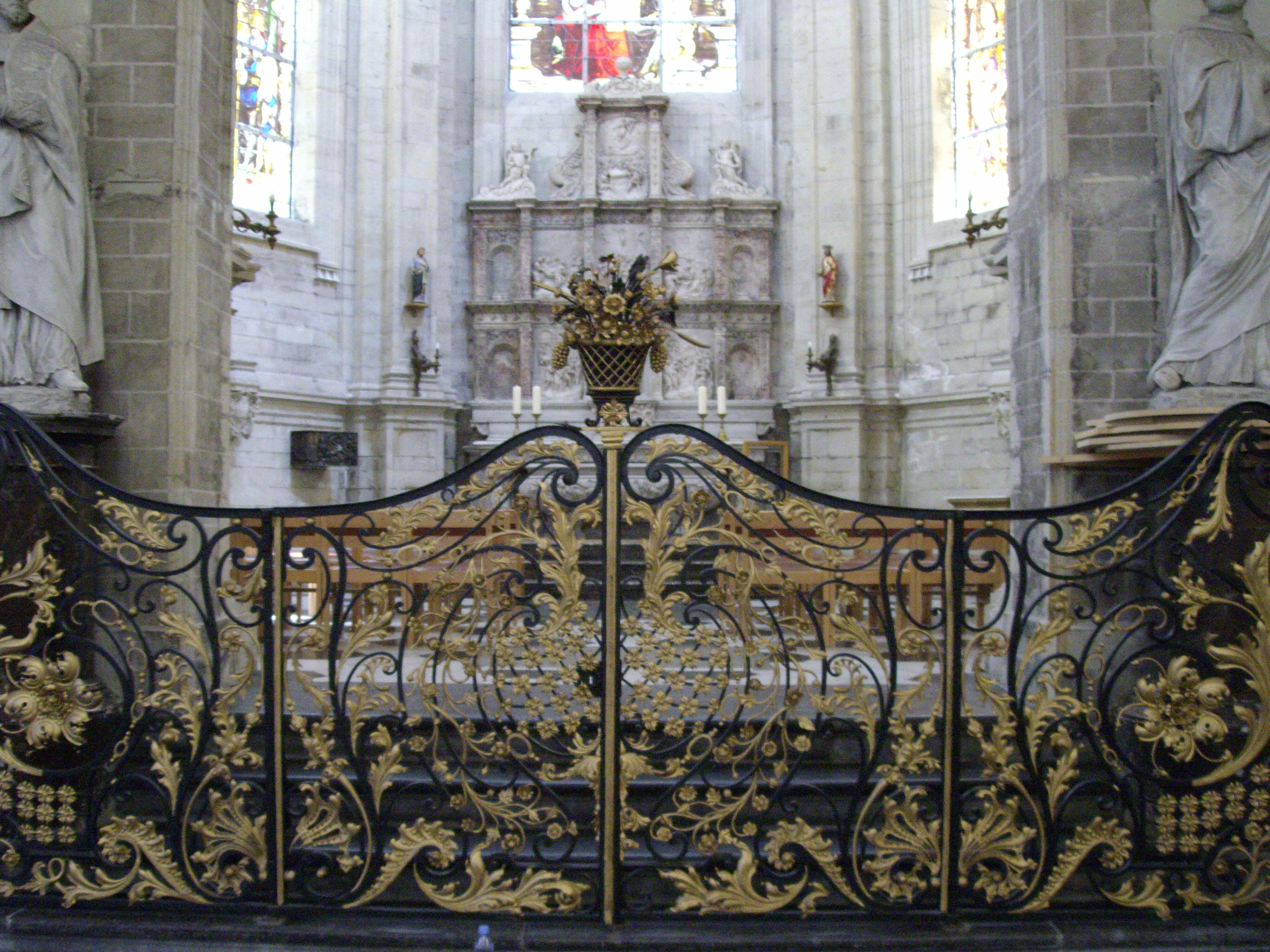
Kapellengitter
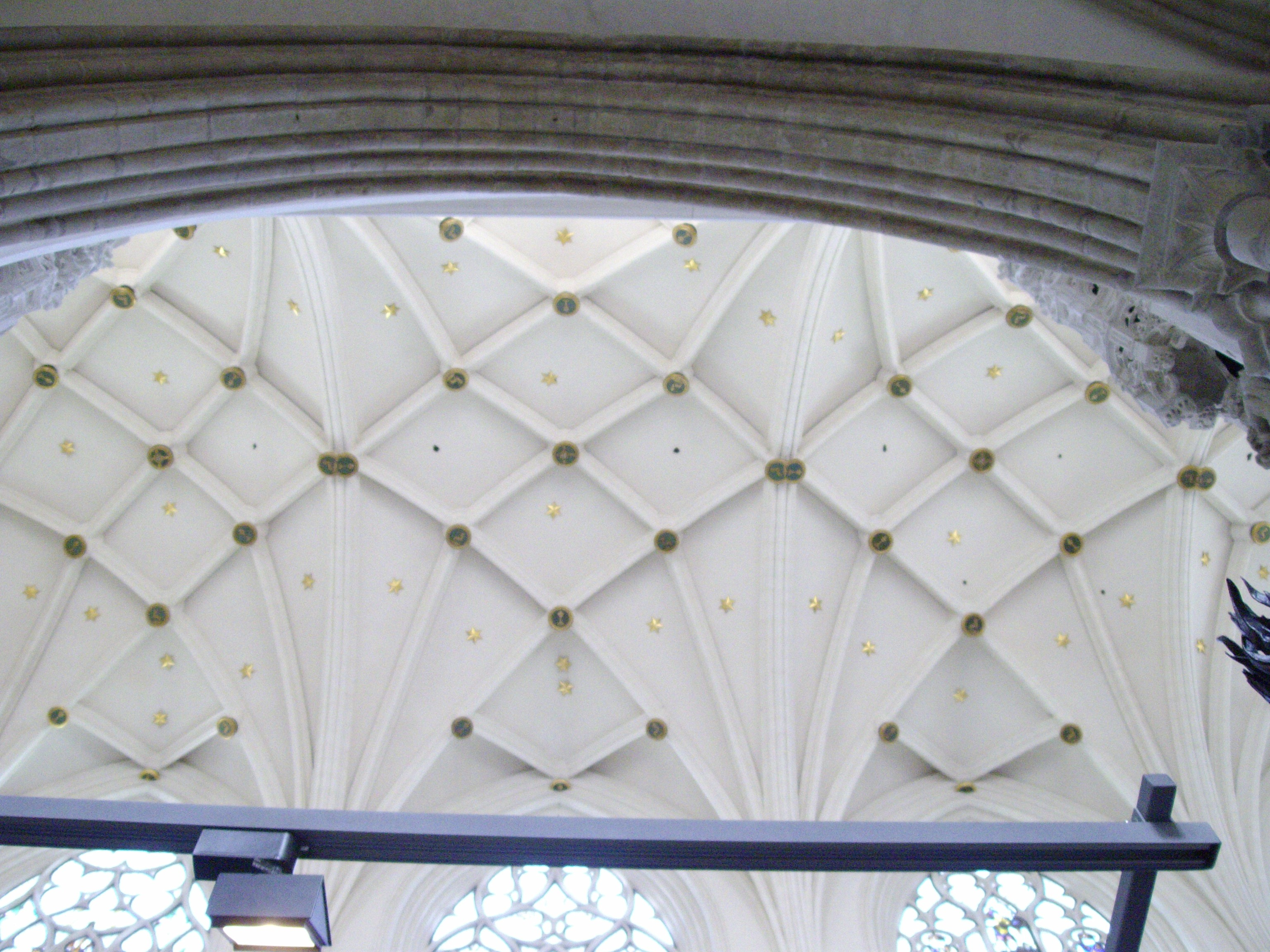
Blick in die Gewölbe
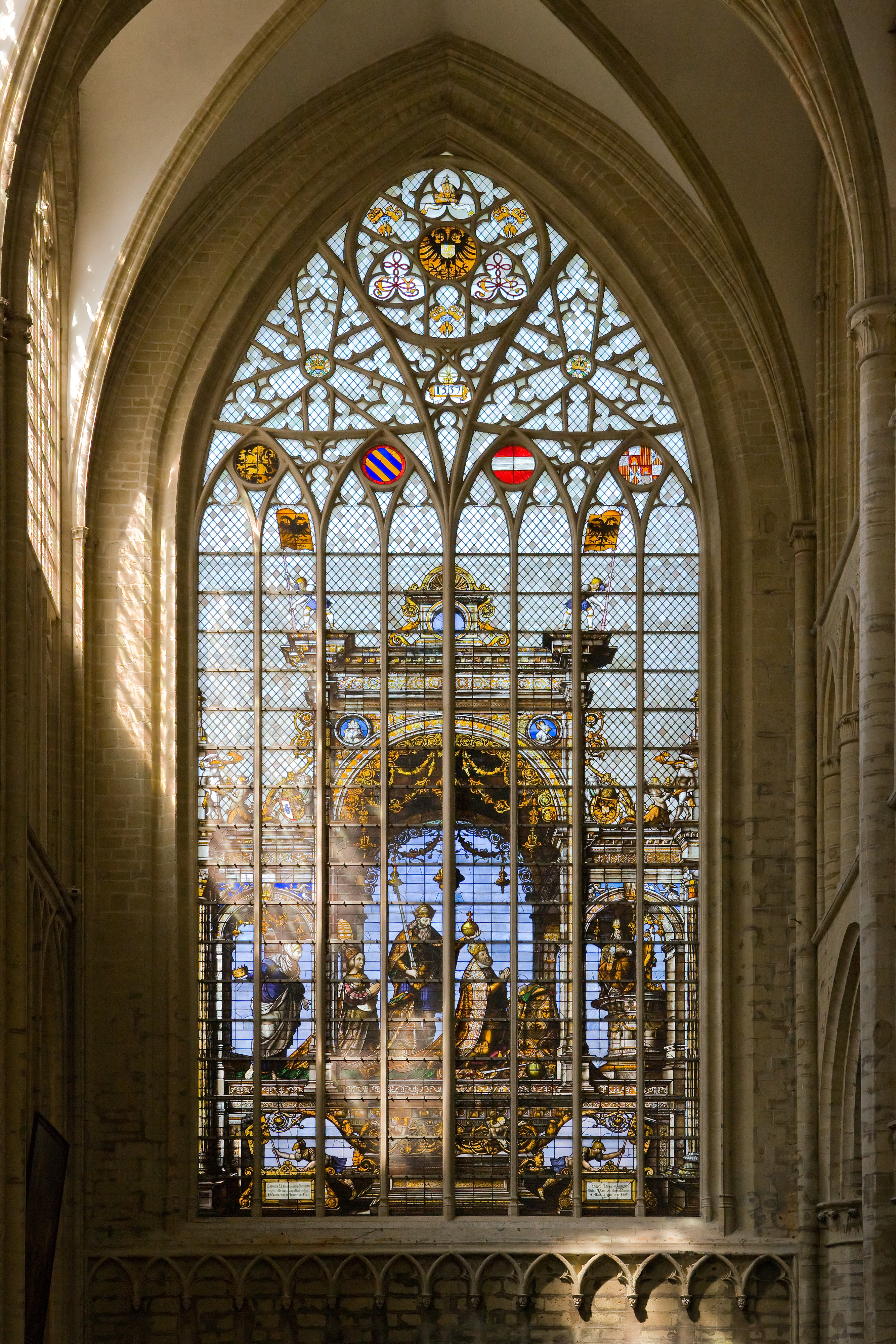
Nordquerhaus-Fenster

Unter dem Hauptschiff ist archäologisch ergrabene romanische Krypta erhalten, die (gegen Entgelt) besichtigt werden kann. Im nördlichen Nebenchor ist ein Schatzmuseum eingerichtet.

## Orgeln
In der Kathedrale gibt es zwei Orgeln: Die Hauptorgel an der Nordwand des Mittelschiffs, und eine Chororgel.

### Hauptorgel

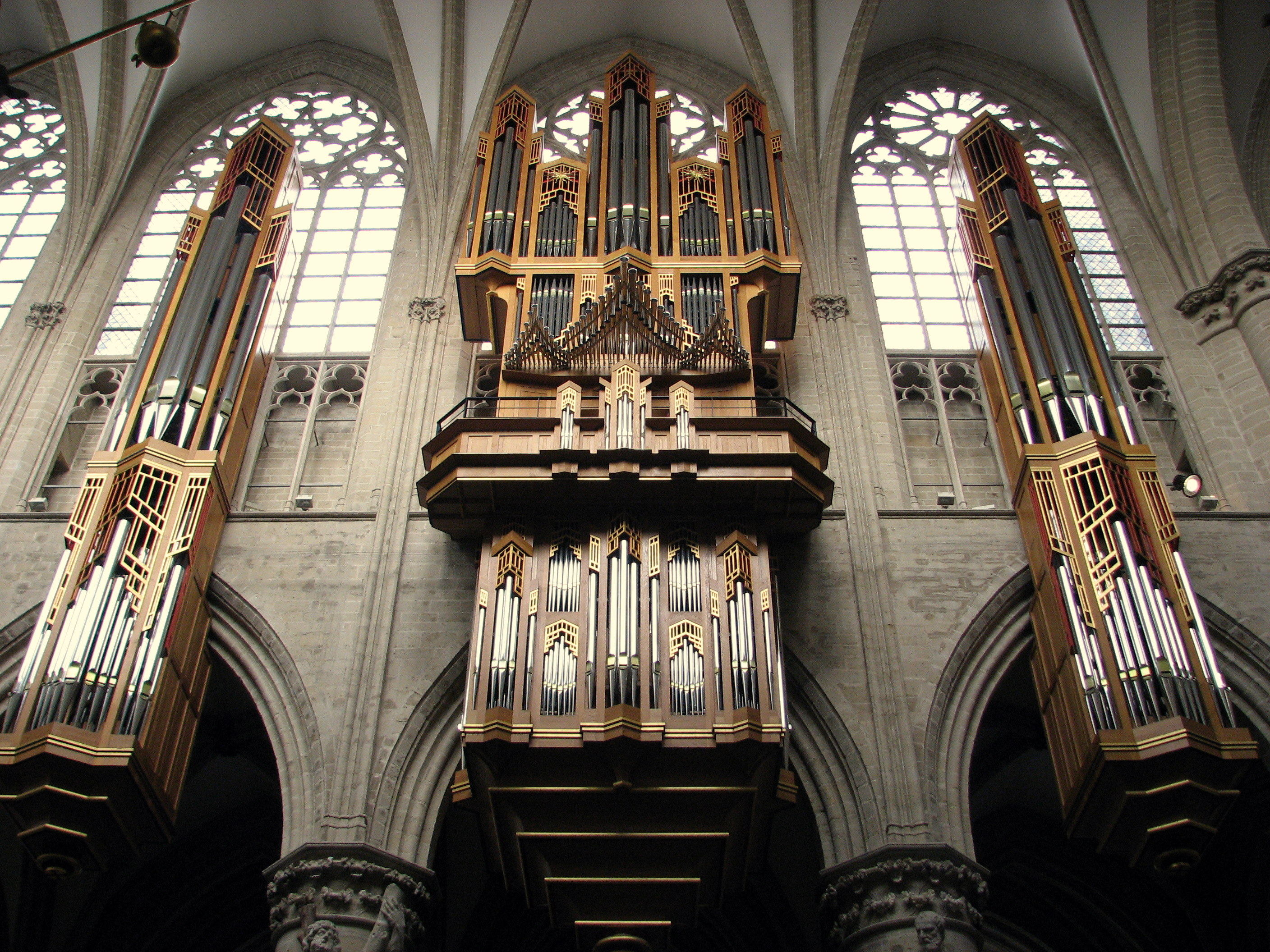
Hauptorgel

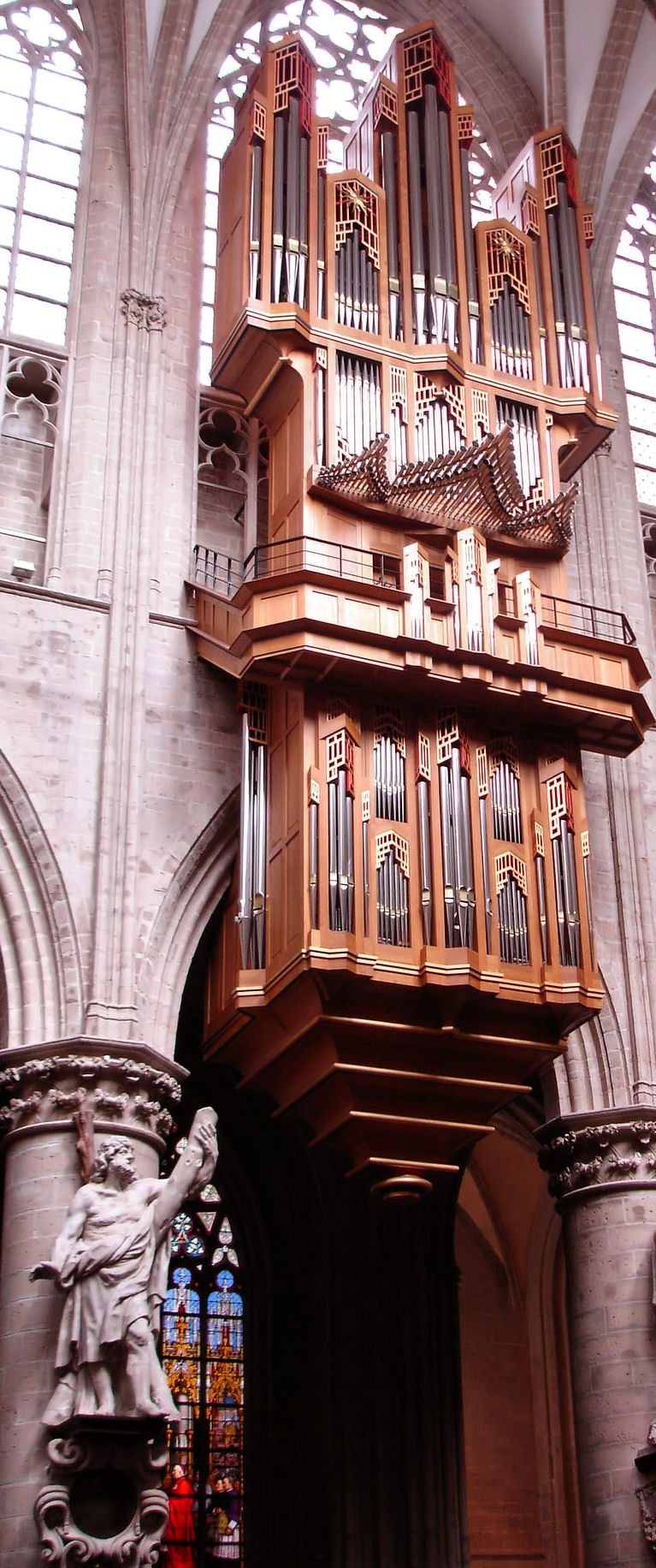
Zentraler Gehäusekörper

Die Hauptorgel wurde im Jahre 2000 durch die Orgelbaufirma Gerhard Grenzing (El Papiol, Spanien) erbaut. Sie hängt als Schwalbennestorgel auf Höhe der Triforien im Hauptschiff. Das Instrument hat 63 Register auf vier Manualwerken und Pedal, die in drei Orgelkörpern untergebracht sind: Der zentrale Gehäusekörper beherbergt die vier Manualwerke: zuoberst ist das Hauptwerk, mit dem Prinzipal 16′ im Prospekt; darunter befinden sich das schwellbare Solowerk sowie die spanischen Trompeten. Unter dem Solowerk befindet sich der Spieltisch. Auf dieser „Ebene“ gibt es genügend Raum dafür, dass auch Solisten unmittelbar mit dem Organisten zusammen musizieren können. Unterhalb der Spielanlagen-Ebene ist zum Kirchenraum hin das Positif untergebracht, dahinter ist das Recit expressif (Schwellwerk) untergebracht, das klanglich jeweils seitlich abstrahlt. Der zentrale Orgelkörper ragt nicht mehr als 1 Meter in das Hauptschiff hinein. Das Recit expressif ragt in das nördliche Seitenschiff hinein. Der zentrale Gehäusekörper wird flankiert von zwei wesentlich schlankeren und auch weniger tief in das Hauptschiff hineinreichenden Orgelkörpern, in denen die Pedalregister untergebracht sind, und zwar jeweils auf zwei Ebenen. Die Orgel wiegt insgesamt rund 30 Tonnen, die durch die Dreiteilung des Orgelwerks auf vier Säulen des Kirchenschiffes verteilt werden. Die Spieltrakturen sind mechanisch, die Registertrakturen sind elektrisch. Eine Besonderheit ist, dass auch die Spieltrakturen des Pedalwerks in den beiden flankierenden Seitentürmen, die in einem Abstand von jeweils 2 Metern zum Zentralgehäuse aufgehängt sind, mechanisch sind. Die Trakturen verlaufen waagerecht vom Zentralgehäuse zu den Pedaltürmen. Da sie aus Nylonseil gefertigt sind, sind sie kaum sichtbar. Der Wind wird durch sieben Bälge (davon sechs Keilbälge) erzeugt.
Disposition
| I Positif de Dos C–a3 |                  |         |
| 1.                    | Bourdon          | 16′     |
| 2.                    | Montre           | 08′     |
| 3.                    | Quintadène       | 08′     |
| 4.                    | Prestant         | 04′     |
| 5.                    | Flûte à cheminée | 04′     |
| 6.                    | Nazard           | 02 ⁄3′  |
| 7.                    | Doublette        | 02′     |
| 8.                    | Tierce           | 01 3⁄5′ |
| 9.                    | Larigot          | 01 ⁄3′  |
| 10.                   | Mixture V-VI     |         |
| 11.                   | Trompette        | 08′     |
| 12.                   | Cromorne         | 08′     |
|                       | Tremblant        |         |

| II Hoofdwerk C–a3 |                    |        |
| 13.               | Montre             | 16′    |
| 14.               | Montre             | 08′    |
| 15.               | Flûte harmonique   | 08′    |
| 16.               | Bourdon à cheminée | 08′    |
| 17.               | Viole de gambe     | 08′    |
| 18.               | Prestant           | 04′    |
| 19.               | Flûte conique      | 04′    |
| 20.               | Quinte             | 02 ⁄3′ |
| 21.               | Doublette          | 02′    |
| 22.               | Mixture V          |        |
| 23.               | Cymbale III-IV     |        |
| 24.               | Trompette          | 16′    |

| III Récit expressif C–a3 |                      |        |
| 25.                      | Cor de nuit          | 08′    |
| 26.                      | Salicional           | 08′    |
| 27.                      | Gambe                | 08′    |
| 28.                      | Voix céleste         | 08′    |
| 29.                      | Prestant             | 04′    |
| 30.                      | Flûte octaviante     | 04′    |
| 31.                      | Nazard               | 02 ⁄3′ |
| 32.                      | Quarte               | 02′    |
| 33.                      | Sifflet              | 01′    |
| 34.                      | Plein-Jeu IV-V       |        |
| 35.                      | Tiercelette III      |        |
| 36.                      | Basson               | 16′    |
| 37.                      | Trompette harmonique | 08′    |
| 38.                      | Hautbois             | 08′    |
|                          | Tremblant            |        |

| IV Solo expressif C–a3 |                    |        |
| 39.                    | Bourdon            | 08′    |
| 40.                    | Viola              | 08′    |
| 41.                    | Voce umana         | 08′    |
| 42.                    | Prestant           | 04′    |
| 43.                    | Flageolet          | 02′    |
| 44.                    | Larigot            | 01 ⁄3′ |
| 45.                    | Cornet V           | 08′    |
| 46.                    | Trompeta Batalla 0 | 08′    |
| 47.                    | Voix humaine       | 08′    |
| 48.                    | Douçaine           | 08′    |
|                        | Tremblant          |        |
|                        |                    |        |
|                        | Bombarden          |        |
| 49.                    | Trompeta magna     | 16′    |
| 50.                    | Trompeta magna     | 08′    |
| 51.                    | Bajoncillo         | 04′    |

| Pedal C–g1 |                |         |
| 52.        | Principal      | 16′     |
| 53.        | Soubasse       | 16′     |
| 54.        | Große Quinte   | 10 2⁄3′ |
| 55.        | Flûte          | 08′     |
| 56.        | Basse          | 08′     |
| 57.        | Gros Nazard    | 05 1⁄3′ |
| 58.        | Prestant       | 04′     |
| 59.        | Fourniture V   |         |
| 60.        | Contre-Posaune | 32′     |
| 61.        | Posaune        | 16′     |
| 62.        | Trompette      | 08′     |
| 63.        | Clairon        | 04′     |

- Koppeln: I/II, III/II, IV/II, III/I, I/P, II/P, III/P, IV/P

### Chororgel

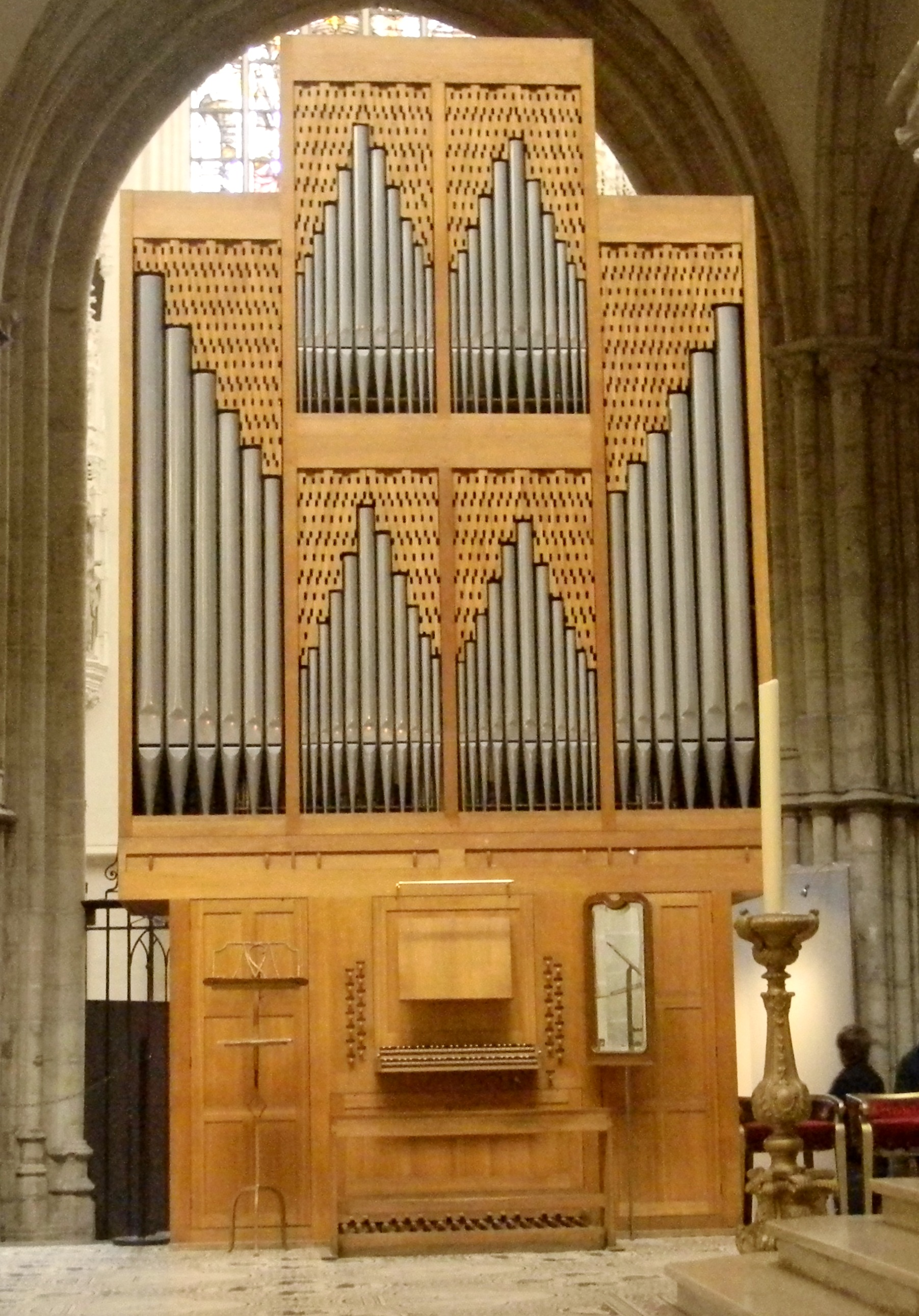
Chororgel

Die zweimanualige Chororgel entstand 1977 in der Werkstatt des Orgelbauers Patrick Collon.
Disposition
| I Hauptwerk C–a3 |             |         |
| 01.              | Bordun      | 16      |
| 02.              | Principal   | 08′     |
| 03.              | Gedackt     | 08′     |
| 04.              | Octave      | 04′     |
| 05.              | Spitzflöte  | 04′     |
| 06.              | Quinte      | 02 ⁄3′  |
| 07.              | Superoctave | 02′     |
| 08.              | Terz        | 01 3⁄5′ |
| 09.              | Mixtur IV   |         |
| 10.              | Cimbel III  |         |
| 11.              | Trompete    | 08′     |

| II Unterwerk C–a3 |            |         |
| 12.               | Gedackt    | 08′     |
| 13.               | Quintadena | 08′     |
| 14.               | Principal  | 04′     |
| 15.               | Rohrflöte  | 04′     |
| 16.               | Nasat      | 02 ⁄3′  |
| 17.               | Octave     | 02′     |
| 18.               | Terz       | 01 3⁄5′ |
| 19.               | Quint      | 01 ⁄3′  |
| 20.               | Sifflöte   | 01′     |
| 21.               | Mixtur III |         |
| 22.               | Vox Humana | 08′     |
|                   | Tremulant  |         |

| Pedalwerk C–f1 |                |     |
| 23.            | Subbas         | 16  |
| 24.            | Principal Bass | 08′ |
| 25.            | Octav Bass     | 04′ |
| 26.            | Posaunenbass   | 16  |
| 27.            | Trompetenbass  | 08′ |
| 28.            | Clarinbass     | 04′ |

- Koppeln: II/I, I/P

## Glocken
In den Türmen der Kathedrale hängen insgesamt 50 Glocken. Davon gehören 49 Glocken zu einem Carillon im Südturm. Im Nordturm hängt die Salvator-Glocke, die größte Glocke (Bourdon). Sie wurde 1638 von dem Glockengießer Peter van den Gheyn gegossen und wird nur zu besonderen Anlässen schwingend geläutet.
Bereits 1762 erhielt die Kathedrale ein erstes Carillon, welches während der Französischen Revolution zerstört wurde. Die Glocken des heutigen Carillons wurden von den Glockengießereien Horacantus (Lokeren) und Royal Eijsbouts (Asten, NL) gegossen. Sieben Glocken sind schwingend läutbar an gekröpften Jochen aufgehängt, und teilweise nach (ehemaligen) Mitgliedern der Königsfamilie benannt.
Läuteglocke und sieben Glocken des Carillons
| Nr. | Name     | Gussjahr | Gießer                                        | Gewicht (kg) | Schlagton |
| --- | -------- | -------- | --------------------------------------------- | ------------ | --------- |
| 1   | Salvator | 1638     | Peter van den Gheyn Peter de Clerck, Mechelen | 6645         | g0        |
| 2   | Fabiola  | 1966     | Horacantus, Lokeren                           | 3164         | b0        |
| 3   | Maria    | 1966     | Horacantus, Lokeren                           | 2298         | c1        |
| 4   | Michaël  | 1966     | Horacantus, Lokeren                           | 1628         | d1        |
| 5   | Gudula   | 1966     | Horacantus, Lokeren                           | 1332         | e1        |
| 6   | Philippe | 1966     | Royal Eijsbouts, Asten, NL                    | 975          | f1        |
| 7   | Astrid   | 1966     | Royal Eijsbouts, Asten, NL                    | 690          | g1        |
| 8   | Laurent  | 1966     | Royal Eijsbouts, Asten, NL                    | 485          | a1        |